# Wola Karczewska
Wola Karczewska – wieś w Polsce, położona w województwie mazowieckim, w powiecie otwockim, w gminie Wiązowna. Stanowi sołectwo w gminie Wiązowna.
W latach 1975–1998 wieś administracyjnie należała do województwa warszawskiego.

## Integralne części wsi
| SIMC    | Nazwa    | Rodzaj    |
| ------- | -------- | --------- |
| 1057746 | Adamówka | część wsi |

Wierni Kościoła rzymskokatolickiego należą do parafii św. Wawrzyńca w Gliniance.

## Historia
Wieś powstawała w XVI wieku w powiecie czerskim niedaleko miasta Wawrzyńczew, a obecnie wsi Glinianka. 
Wieś szlachecka położona była w drugiej połowie XVI wieku w powiecie czerskim ziemi czerskiej województwa mazowieckiego. 
Od 1759 roku we wsi mieściły się młyn i karczma, które przetrwały do czasów I wojny światowej.
W 1937 roku rozpoczął się ogólnopolski strajk chłopski.
W latach 90. XX wieku wybudowano we wsi restaurację/pub oraz dwa sklepy spożywczo-przemysłowe. Pojawiła się też tama spiętrzająca i regulująca rzekę Świder.
We wrześniu 1995 r. Policja zlikwidowała w Woli Karczewskiej największą w Europie fabrykę amfetaminy należącą do gangstera gangu wołomińskiego Wiesława Niewiadomskiego